# Katrin Zellerová
Katrin Zellerová (Katrin Zeller, * 1. března 1979, Oberstdorf) je bývalá německá běžkyně na lyžích a vicemistryně světa.

## Největší úspěchy

### Olympiáda
- Zimní olympijské hry 2010 ve Vancouveru: 2. místo ve štafetě

### Mistrovství světa
- MS 2009 v Liberci: 2. místo ve štafetě